# 黑猪笼草
黑猪笼草（学名：Nepenthes nigra）是印度尼西亚中苏拉威西省的一些山脉上特有的热带食虫植物，其生长于海拔1500至2700米处。其种加词“nigra”指其深色的捕虫笼及茎。其与钩唇猪笼草（N. hamata）和毛盖猪笼草（N. tentaculata）之间存在着密切的近缘关系。

## 自然杂交种
- N. nigra × N. tentaculata[1]